# Пуавр (коммуна)
Пуа́вр (фр. Poivres) — коммуна во Франции, находится в регионе Шампань — Арденны. Департамент — Об. Входит в состав кантона Арси-сюр-Об. Округ коммуны — Труа.
Код INSEE коммуны — 10293.
Коммуна расположена приблизительно в 145 км к востоку от Парижа, в 32 км южнее Шалон-ан-Шампани, в 50 км к северу от Труа.

## Население
Население коммуны на 2008 год составляло 168 человек.
| 1962 | 1968 | 1975 | 1982 | 1990 | 1999 | 2008 |
| ---- | ---- | ---- | ---- | ---- | ---- | ---- |
| 186  | 194  | 183  | 182  | 185  | 155  | 168  |

## Экономика

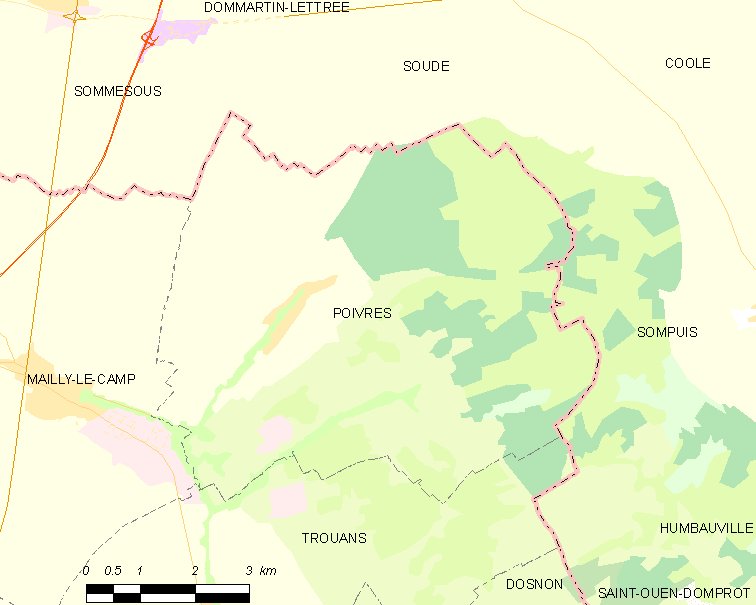
Карта коммуны

В 2007 году среди 102 человек в трудоспособном возрасте (15—64 лет) 72 были экономически активными, 30 — неактивными (показатель активности — 70,6 %, в 1999 году было 57,0 %). Из 72 активных работали 61 человек (36 мужчин и 25 женщин), безработных было 11 (5 мужчин и 6 женщин). Среди 30 неактивных 6 человек были учениками или студентами, 8 — пенсионерами, 16 были неактивными по другим причинам.

## Достопримечательности
- Церковь XII века. Памятник истории с 1912 года[3]
- Крест на кладбище (XVI век). Памятник истории с 1912 года[4]